# Nestor Paiva
Pour les articles homonymes, voir Paiva (homonymie).

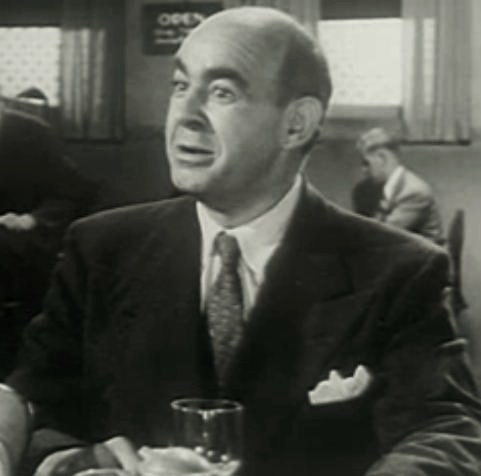
Dans Mr. Reckless (1948)

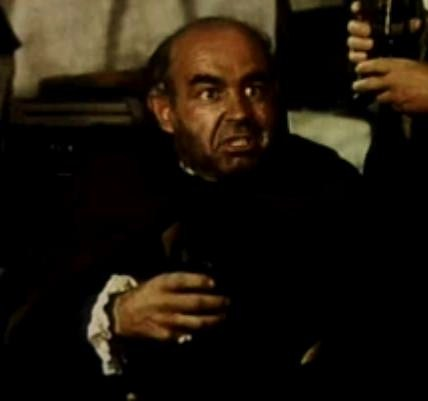
Dans Vive monsieur le maire (1949)

Nestor (Caetano) Paiva est un acteur américain, né le 30 juin 1905 à Fresno (Californie, États-Unis), mort d'un cancer le 9 juin 1966 à Hollywood (Californie, États-Unis).

## Biographie
D'ascendance portugaise, Nestor Paiva interprète fréquemment au cinéma des petits rôles de caractère de type hispanique, au long d'une carrière jalonnée par cent-quatre-vingt-deux films américains de genres divers (comédie, fantastique, musical, western...), où il est souvent non crédité, de 1937 à 1966 (son dernier film sort en 1967, l'année suivant sa mort). Au sein de cette filmographie, comprenant de nombreux titres notoires (voir la sélection ci-dessous), un de ses rôles les mieux connus est celui du Capitaine Lucas, dans L'Étrange Créature du lac noir (1954) et La Revanche de la créature (1955), tous deux réalisés par Jack Arnold.
À la télévision, entre 1951 et 1966, il contribue à cent-six séries, dont plusieurs là aussi dans le genre du western. En particulier, il est l'aubergiste Theo Gonzales dans quinze épisodes (1957-1960) de Zorro. Il apparaît également dans un téléfilm (son ultime prestation) diffusé en 1968.

## Filmographie partielle

### Au cinéma
- 1937 : Blazing Barriers d'Aubrey Scotto
- 1938 : Prison Train de Gordon Wiles : Morose
- 1938 : La Faute d'un père (Ride a Crooked Mile) d'Alfred E. Green
- 1939 : La Baronne de minuit (Midnight) de Mitchell Leisen
- 1939 : Pacific Express (Union Pacific) de Cecil B. DeMille
- 1939 : Beau Geste de William A. Wellman
- 1939 : Nick joue et gagne (Another Thin Man) de W. S. Van Dyke
- 1939 : Quasimodo (The Hunchback of Notre Dame) de William Dieterle
- 1940 : Le Lys du ruisseau (Primrose Path) de Gregory La Cava
- 1940 : L'Aigle des mers (The Sea Hawk) de Michael Curtiz
- 1940 : The Marine Fly High (en) de Benjamin Stoloff et George Nichols Jr. : Pedro Fernandez
- 1940 : La Fièvre du pétrole (Boom Town) de Jack Conway
- 1940 : Éveille-toi mon amour (Arise, my love) de Mitchell Leisen
- 1940 : Les Tuniques écarlates (North West Mounted Police) de Cecil B. DeMille
- 1940 : La Piste de Santa Fe (Santa Fe Trail) de Michael Curtiz
- 1941 : L'Or du ciel (Pot o' Gold) de George Marshall
- 1941 : Fantômes en vadrouille (Hold That Ghost) d'Arthur Lubin
- 1941 : L'Appel du Nord (Wild Geese Calling), de John Brahm
- 1941 : Par la porte d'or (Hold Back the Dawn) de Mitchell Leisen
- 1941 : Dressed to Kill d'Eugene Forde
- 1942 : Johnny, roi des gangsters (Johnny Eager) de Mervyn LeRoy
- 1942 : Espionne aux enchères (The Lady has Plans) de Sidney Lanfield
- 1942 : Les Naufrageurs des mers du Sud (Reap the Wild Wind) de Cecil B. DeMille
- 1942 : Croisière mouvementée (Ship Ahoy) d'Edward Buzzell
- 1942 : Les Tigres volants (Flying Tigers) de David Miller
- 1942 : Pour moi et ma mie (For Me and My Gal) de Busby Berkeley
- 1942 : Broadway, de William A. Seiter
- 1942 : En route vers le Maroc (Road to Morocco) de David Butler
- 1942 : Le meurtrier s'est échappé (Fly-by-Night) de Robert Siodmak
- 1942 : Far West (American Empire) de William C. McGann
- 1942 : La Fièvre de l'or noir (Pittsburgh) de Lewis Seiler
- 1943 : Intrigues en Orient (Background to Danger) de Raoul Walsh
- 1943 : Nid d'espions (The Fallen Sparow) de Richard Wallace
- 1943 : La Manière forte (The Hard Way) de Vincent Sherman
- 1943 : Maîtres de ballet (The Dancing Masters) de Malcolm St. Clair
- 1943 : La Boule de cristal (The Crystal Ball) d'Elliott Nugent
- 1943 : Le Chant de Bernadette (The Song of Bernadette) d'Henry King
- 1943 : Le Mystère de Tarzan (Tarzan's Desert Mystery) de Wilhelm Thiele
- 1944 : L'amour est une mélodie (Shine on Harvest Moon) de David Butler
- 1944 : Kismet de William Dieterle
- 1944 : Tendre Symphonie (Music for Millions) d'Henry Koster
- 1945 : Les Amours de Salomé (Salome where she danced) de Charles Lamont
- 1945 : Aladin et la Lampe merveilleuse (A Thousand and One Night) d'Alfred E. Green
- 1945 : L'Homme du Sud (The Southerner) de Jean Renoir
- 1946 : Frayeur (Fear) d'Alfred Zeisler
- 1946 : La Ville des sans-loi (Badman's Territory) de Tim Whelan
- 1946 : En route vers l'Alaska (Road to Utopia) d'Hal Walker
- 1946 : Humoresque de Jean Negulesco
- 1946 : Suspense de Frank Tuttle
- 1947 : Femme de feu (Ramrod) d'André de Toth
- 1947 : Robin des Bois de Monterey (en) (Robin Hood of Monterey) de Christy Cabanne
- 1947 : En route vers Rio (Road to Rio) de Norman Z. McLeod
- 1948 : Un million clé en main (Mr. Blandings builds his Dream House) d'Henry C. Potter
- 1948 : Jeanne d'Arc (Joan of Arc) de Victor Fleming
- 1948 : Visage pâle (The Paleface) de Norman Z. McLeod
- 1948 : Mr. Reckless de Frank McDonald
- 1948 : Le Règne de la terreur (Adventures of Casanova) de Roberto Gavaldón
- 1949 : La Corde de sable (Rope of Sand) de William Dieterle
- 1949 : L'Assassin sans visage (Follow Me Quietly) de Richard Fleischer et Anthony Mann
- 1949 : La Vengeance des Borgia (Bride of Vengeance) de Mitchell Leisen
- 1949 : Un pacte avec le diable (Alias Nick Beal) de John Farrow
- 1949 : Vive monsieur le maire (The Inspector General) d'Henry Koster
- 1949 : Monsieur Joe (Mighty Joe Young) d'Ernest B. Schoedsack
- 1950 : L'Aigle du désert (The Desert Hawk) de Frederick de Cordova
- 1950 : Les Nouvelles Aventures du capitaine Blood (Fortunes of Captain Blood) de Gordon Douglas
- 1950 : Trahison à Budapest (Guilty of Treason) de Felix E. Feist
- 1950 : La Femme aux chimères (Young Man with a Horn) de Michael Curtiz
- 1951 : Je veux un millionnaire (A Millionaire for Christy) de George Marshall
- 1951 : Le Grand Caruso (The Great Caruso) de Richard Thorpe
- 1951 : Eve paie sa dette (The Lady Pays Off) de Douglas Sirk
- 1951 : Une veine de... (Double Dynamite) d'Irving Cummings
- 1951 : Le Chevalier du stade (Jim Thorpe : All-American) de Michael Curtiz
- 1951 : Espionne de mon cœur (My Favorite Spy) de Norman Z. McLeod
- 1952 : L'Affaire Cicéron (Five Fingers) de Joseph L. Mankiewicz
- 1952 : Courrier diplomatique (Diplomatic Courier) d'Henry Hathaway
- 1952 : La Maison dans l'ombre (On Dangerous Ground) de Nicholas Ray
- 1952 : Viva Zapata ! d'Elia Kazan
- 1952 : Appel d'un inconnu (Phone Call from a Stranger) de Jean Negulesco
- 1953 : Les Prisonniers de la casbah (Prisoners of the Casbah) de Richard L. Bare
- 1953 : Appelez-moi Madame (Call Me Madam) de Walter Lang
- 1953 : J'aurai ta peau (I, the Jury) d'Harry Essex
- 1953 : Même les assassins tremblent (Split Second) de Dick Powell
- 1954 : L'Étrange Créature du lac noir (Creature from the Black Lagoon), de Jack Arnold
- 1954 : Quatre Tueurs et une fille (Four Guns to the Border) de Richard Carlson
- 1954 : La Grande Nuit de Casanova (Casanova's Big Night) de Norman Z. McLeod
- 1954 : The Desperado de Thomas Carr
- 1954 : L'Appel de l'or (Jivaro) d'Edward Ludwig
- 1955 : Tarantula ! (Tarantula) de Jack Arnold
- 1955 : Colère noire (Hell on Frisco Bay) de Frank Tuttle
- 1955 : Tout ce que le ciel permet (All That Heaven Allows) de Douglas Sirk
- 1955 : La Revanche de la créature (Revenge of the Creature) de Jack Arnold
- 1955 : New York confidentiel (New York Confidential) de Russell Rouse
- 1956 : Comanche de George Sherman
- 1956 : Attaque à l'aube (en) (The First Texan) de Byron Haskin
- 1956 : Ride the High Iron de Don Weis
- 1956 : Le Peuple de l'enfer (The Mole People) de Virgil W. Vogel
- 1957 : Le Fort de la dernière chance (The Guns of Fort Petticoat) de George Marshall
- 1957 : Les Girls de George Cukor
- 1957 : Dix Mille Chambres à coucher (Ten Thousand Bedrooms) de Richard Thorpe
- 1958 : Madame et son pilote (The Lady takes a Flyer) de Jack Arnold
- 1958 : En patrouille (The Deep Six) de Rudolph Maté
- 1958 : Le Gaucher (The Left Hand Gun) d'Arthur Penn
- 1959 : Ne tirez pas sur le bandit (Alias Jesse James) de Norman Z. McLeod
- 1960 : Le Buisson ardent (The Bramble Bush) de Daniel Petrie
- 1960 : Can-Can de Walter Lang
- 1961 : Atlantis, terre engloutie (Atlantis, the Lost Continent) de George Pal
- 1961 : Le Trésor des sept collines (Gold of the Seven Saints) de Gordon Douglas
- 1962 : Les Quatre Cavaliers de l'Apocalypse (Four Horsemen of the Apocalypse) de Vincente Minnelli
- 1962 : Des filles... encore des filles (Girls ! Girls ! Girls !) de Norman Taurog
- 1962 : Les Trois Stooges sur orbite (The Three Stooges in Orbit) d'Edward Bernds
- 1966 : Jesse James contre Frankenstein (Jesse James meets Frankenstein's Daughter) de William Beaudine
- 1966 : L'Héritage diabolique (Let's Kill Uncle) de William Castle
- 1967 : Trois fantômes à la plage (The Spirit is willing) de William Castle

### À la télévision
Séries, sauf mention contraire
- 1955-1957 : Rintintin (The Adventures of Rin Tin Tin)
  - Saison 1, épisode 22 The Barber of Seville (1955)
  - Saison 3, épisode 25 O'Hara gets Culture (1957)
- 1957-1960 : Zorro
  - Saisons 1 à 3, 15 épisodes : rôle de l'aubergiste Theo Gonzales
- 1957-1962 : Lassie
  - Saison 3, épisode 37 The Harvesters (1957)
  - Saison 8, épisode 18 The Black Sheep (1962)
- 1958 : Le Monde merveilleux de Disney (The Wonderful World of Disney ou Disneyland)
  - Saison 5, épisode 1 The Nine Lives of Elfego Baga de Norman Foster et épisode 3 Four Down and Five Lives to Go de Norman Foster
- 1958 : Maverick
  - Saison 2, épisode 9 The Thirty-Ninth Star de Richard L. Bare
- 1958-1963 : La Grande Caravane (Wagon Train)
  - Saison 1, épisode 33 The Dan Hogan Story (1958)
  - Saison 3, épisode 15 The Colonel Harris Story (1960) de Virgil W. Vogel
  - Saison 4, épisode 10 The Jane Hawkins Story (1960) de R. G. Springsteen et épisode 32 The Jim Bridger Story (1961) de David Butler
  - Saison 5, épisode 5 The Clementine Jones Story (1961) de David Lowell Rich
  - Saison 7, épisode 9 The Eli Bancroft Story (1963) de R. G. Springsteen
- 1959 : Les Aventuriers du Far West (Death Valley Days)
  - Saison 7, épisode 24 The Invaders
- 1960-1964 : Bonanza
  - Saison 1, épisode 26 The Avenger (1960) de Christian Nyby
  - Saison 3, épisode 5 The Burma Rarity (1961) de William Witney
  - Saison 5, épisode 15 Ponderosa Matador (1964) de Don McDougall
- 1961 : Laramie
  - Saison 2, épisode 21 The Mark of the Manhunters de Joseph Kane
- 1961 : Première série Perry Mason
  - Saison 5, épisode 5 The Case of the Crying Comedian
- 1962 : Rawhide
  - Saison 4, épisode 14 The Incident of the Captain's Wife de Tay Garnett
- 1962 : Denis la petite peste (Dennis the Menace)
  - Saison 4, épisode 6 Dennis in Gypsyland de Charles Barton
- 1962 : Ombres sur le soleil (Follow the Sun)
  - Saison unique, épisode 18 The Primitive Clay
- 1963 : Première série Les Incorruptibles (The Untouchables)
  - Saison 4, épisode 23 Le Trouble-fête (The Spoiler) de László Benedek
- 1963 : Le Virginien (The Virginian)
  - Saison 2, épisode 13 Siege de Don McDougall
- 1964 : Sur le pont, la marine ! (McHale's Navy)
  - Saison 2, épisode 32 The McHale Mob
- 1965 : Gunsmoke ou Police des plaines (Gunsmoke ou Marshal Dillon)
  - Saison 10, épisode 22 Winner take All de Vincent McEveety
- 1965 : Daniel Boone
  - Saison 2, épisode 9 The Peace Tree de George Sherman
- 1965 : Première série L'Homme à la Rolls (Burke's Law)
  - Saison 2, épisode 25 Who killed the Rest ?
  - Saison 3, épisode 10 Deadlier Than the Male
- 1965 : Max la Menace (Get Smart)
  - Saison 1, épisode 8 Ma tête est mise à prix (Our Man in Leotards) de Richard Donner
- 1966 : La Famille Addams (The Addams Family)
  - Saison 2, épisode 19 La Grande Chasse au trésor (The Great Treasure Hunt) de Sidney Lanfield
- 1966 : Les Espions (I Spy)
  - Saison 1, épisode 19 Cuisine à la turque (Turkish Delight) de Paul Wendkos
- 1966 : Cher oncle Bill (Family Affair)
  - Saison 1, épisode 8 Who's Afraid of Nural Shpeni ? de William D. Russell
- 1968 : They saved Hitler's Brain, téléfilm de David Bradley